# Rhadinella schistosa
Rhadinella schistosa är en ormart som beskrevs av Smith 1941. Rhadinella schistosa ingår i släktet Rhadinella och familjen snokar. Inga underarter finns listade i Catalogue of Life.
Denna orm förekommer i södra Mexiko i delstaterna Veracruz och Oaxaca. Arten lever i bergstrakter mellan 800 och 1500 meter över havet. Individerna vistas antagligen i regnskogar och molnskogar och de håller till på marken. Ett exemplar hittades i en bananodling. Honor lägger ägg.
För beståndet är inga hot kända. Hela populationen anses vara stabil. IUCN listar arten som livskraftig (LC).